# موج ضربه‌ای

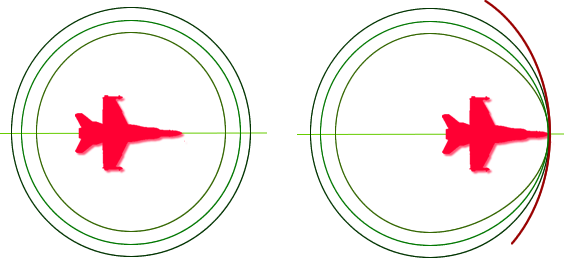
اصل زمانی که یک‌هواپیما از دیوار صوتی عبور می کند. در سمت چپ صفحه‌ای را می‌بینید که امواج صوتی در اطراف هواپیما پخش می‌شوند. در سمت راست یک‌هواپیما وجود دارد که نوک آن با دیوار صوتی (نوار قرمز) تماس دارد.

موج ضربه‌ای (به انگلیسی: Shock wave) یک اغتشاش پیش رونده می‌باشد. موج شوک هنگامی به وجود می‌آید که یک موج در یک محیط مایع، گاز یا پلاسما (به صورت کلی در یک محیط سیال) با سرعتی سریع تر از سرعت صوت حرکت می‌کند. امواج ضربه‌ای همانند یک موج عادی با خود انرژی حمل می‌کنند و می‌توانند در یک محیط انتشار یابند. از مشخصه‌های این نوع موج می‌توان به تغییر ناگهانی و ناپیوسته در فشار، دما، و چگالی محیط اشاره کرد.
با وجود اینکه از نظر فیزیکی تغییرات ناپیوسته در سیال غیرممکن است، تغییرات در امتداد شوک تقریباً ناپیوسته است. ضخامت شوک حدود ۰٫۲ میکرومتر می‌باشد و تغییرات ناگهانی در امتداد این فاصله کوتاه رخ می‌دهد. شتاب ذرات سیال در محدوده شوک می‌تواند به میلیون‌ها جی برسد.
در جریان‌های مافوق صوت، انبساط به وسیله بادبزن پرانتل مایر رخ می‌دهد.
بر خلاف سالیتونها (نوع دیگری از امواج)، انرژی امواج شوک به نسبت با سرعت انتشار می‌یابد. همچنین، باد بزن پرانتل مایر همراهی‌کننده آن نیز نزدیک شده و در نهایت با موج شوک ادغام شده و قسمتی از آن را خنثی می‌کند. هنگامی که موج شوک از میان ماده عبور می‌کند، انرژی کل ثابت می‌ماند. با این وجود انرژی قابل استخراج به صورت کار کاهش یافته و آنتروپی افزایش می‌یابد. امواج شوک همچنین می‌توانند در محیط جامد یا در عدم حضور هرگونه محیطی و در یک میدان (همانند میدان الکترومغناطیسی) انتشار یابند.

## انواع شوک
امواج شوک می‌توانند به سه دسته زیر تقسیم‌بندی شوند:
عمودی:
با زاویه ۹۰ درجه (قائم) نسبت به جهت جریان سیال.
مایل:
با زاویه خاص نسبت به جهت جریان سیال.
قوسی:
در جلوی جریان بالادست یک سطح صاف وقتی که دارای سرعت بیش از یک ماخ باشد، به وجود می‌آید.